# Saint Louis
För andra betydelser, se Saint Louis (olika betydelser).
Saint Louis (ofta enbart: St. Louis) är en stad (independent city) i delstaten Missouri i USA, uppkallad efter Ludvig IX av Frankrike, "Ludvig den helige". Staden hade 301 578 invånare, på en yta av 171,46 km² (2020). Saint Louis utgör ett eget administrativt område sedan 1876.
Staden är belägen längst österut i delstaten på Mississippiflodens västra flodbank, strax söder om den punkt där bifloden Missouri flyter samman med huvudfloden. Mississippi är också gränsflod till delstaten Illinois och området på båda sidor av floden bildar storstadsområdet Greater St. Louis med cirka 2,82 miljoner invånare (2020). På andra sidan floden ligger staden East St. Louis i Illinois. Saint Louis grundades år 1764 och namngavs efter den franske kungen Ludvig IX.
Saint Louis är den näst farligaste staden i USA, efter Detroit i Michigan, med 1 927 våldsbrott begångna per 100 000 invånare. År 2019 mördades 194 människor i staden.

## Geografi
Enligt United States Census Bureau täcker staden en yta på 171,46 km², varav 11,56 km² utgörs av vatten.

### Klimat
Uppmätta normala temperaturer och -nederbörd i Saint Louis:
|                                            | Jan  | Feb  | Mar  | Apr   | Maj   | Jun   | Jul  | Aug  | Sep  | Okt  | Nov  | Dec  |
| ------------------------------------------ | ---- | ---- | ---- | ----- | ----- | ----- | ---- | ---- | ---- | ---- | ---- | ---- |
| Normaldygnets maximitemperaturs medelvärde | 4,7  | 7,7  | 13,7 | 20,0  | 25,1  | 29,9  | 32,0 | 31,3 | 27,3 | 20,7 | 13,1 | 6,9  |
| Normaldygnets minimitemperaturs medelvärde | −4,6 | −2,4 | 2,6  | 8,3   | 14,4  | 19,6  | 21,7 | 20,7 | 16,1 | 9,5  | 3,0  | −1,9 |
|                                            |      |      |      |       |       |       |      |      |      |      |      |      |
| Nederbörd                                  | 65,8 | 56,6 | 88,9 | 120,1 | 122,4 | 114,0 | 99,8 | 85,9 | 75,2 | 80,0 | 86,9 | 63,5 |

| Diagram | temperaturer i °C • månadsnederbörd i mm | temperaturer i °C • månadsnederbörd i mm | temperaturer i °C • månadsnederbörd i mm | temperaturer i °C • månadsnederbörd i mm | temperaturer i °C • månadsnederbörd i mm | temperaturer i °C • månadsnederbörd i mm | temperaturer i °C • månadsnederbörd i mm | temperaturer i °C • månadsnederbörd i mm | temperaturer i °C • månadsnederbörd i mm | temperaturer i °C • månadsnederbörd i mm | temperaturer i °C • månadsnederbörd i mm | temperaturer i °C • månadsnederbörd i mm |
|         | 66 5 -5                                  | 57 8 -2                                  | 89 14 3                                  | 120 20 8                                 | 122 25 14                                | 114 30 20                                | 100 32 22                                | 86 31 21                                 | 75 27 16                                 | 80 21 10                                 | 87 13 3                                  | 64 7 -2                                  |

## Styre och rättsväsen
Saint Louis är säte för den federala appellationsdomstolen United States Court of Appeals for the Eighth Circuit.

## Demografi
Vid folkräkningen 2020 hade Saint Louis 301 578 invånare och 146 779 hushåll. Befolkningstätheten var 1 886 invånare per kvadratkilometer. Av befolkningen var 43,87 % vita, 43,04 % svarta/afroamerikaner, 0,31 % ursprungsamerikaner, 4,07 % asiater, 0,03 % oceanier, 2,57 % av annat ursprung samt 6,09 % från blandat ursprung. 5,11 % av befolkningen var latinamerikaner.
Enligt en beräkning från 2019 var medianinkomsten per hushåll $47 176 och medianinkomsten för en familj var $57 639. Omkring 19,1 % av invånarna levde under fattigdomsgränsen.

## Sport
I staden finns ishockeylaget St. Louis Blues som spelar i NHL samt basebollaget St. Louis Cardinals som spelar i MLB.
I Saint Louis finns det också en världskänd schackklubb, kallad St. Louis Chess Club. Det är miljardären Rex Singuefield som har investerat cirka 50 miljoner dollar i klubben. Dit kommer bland andra Yasser Seirawan och Varuzhan Akobian för att ge lektioner. I Saint Louis bor cirka 50 stormästare i schack, flera än i någon annan stad i världen.

## Kända personer från Saint Louis
- Randy Orton, fribrottare
- Joséphine Baker, sångerska och dansös
- Chuck Berry, rock-and-roll-musiker
- Dwight F. Davis, politiker, tennisspelare och instiftare av Davis Cup
- T.S. Eliot, poet, dramatiker, nobelpristagare
- Betty Grable, skådespelare
- Doris Hart, tennisspelare
- Ryan Howard, basebollspelare
- Dan Kinsey, friidrottare, OS-guld 1924
- Chuck McKinley, tennisspelare
- Virginia Mayo, skådespelare
- Taylor Momsen, skådespelare, modell
- Shelley Winters, skådespelare
- Akon, R&B artist